# Taxano

Estructura de los taxanos con numeración del sistema IUPAC.

Los taxanos son un conjunto de medicamentos antineoplásicos que impiden el crecimiento celular al impedir la división de las células. Los taxanos se usan para tratar el cáncer. También se les denomina antimicrotúbulo, antimitótico e inhibidor mitótico.
Los taxanos son terpenos producidos por plantas del género Taxus como el tejo, de ahí su nombre genérico. Se identificaron por primera vez en fuentes naturales, pero algunos de ellos se han sintetizado artificialmente. Son taxanos el paclitaxel, el docetaxel y el cabazitaxel. El paclitaxel se encontró por primera vez en el tejo del Pacífico. 
Los taxanos se utilizan para realizar el tratamiento de quimioterapia en pacientes afectados de cáncer. El principal mecanismo del taxano es la inhibición de la función del microtúbulo. Esto lo lleva a cabo mediante la estabilización del guanosindifosfato (nucleótido abreviado como GDP) unido a la tubulina impidiendo el normal funcionamiento de los microtúbulos. Los microtúbulos son esenciales para la división celular, y por ello los taxanos paran la mitosis celular. De forma similar a los taxanos, el alcaloide de la Vinca destroza los husos mitóticos. Por tanto ambos se denominan venenos de la mitosis. Se cree que los taxanos son radiosensibilizadores.